# Partito Democratico (Turchia 2007)
Il Partito Democratico (in turco Demokrat Parti, DP) è un partito politico turco, fondato nel 1983 come Partito della Retta Via (Doğru Yol Partisi, DYP). Il DYP assunse l'attuale nome nel 2007 per richiamare esplicitamente il vecchio Partito Democratico, che il DYP considera proprio predecessore.

## Storia

### Partito della Retta Via (1983-2007)
Nel 1983 ex-esponenti del Partito Democratico, conservatore moderato creato da Adnan Menderes, fondarono il Partito della Retta Via (Dogru Yol Partisi, DYP) quale alternativa al Partito Popolare Repubblicano (CHP), e il Partito della Giustizia, erede anch'esso del PD. Entrambi i partiti furono sciolti per un intervento dei militari. Il PD ed il PG, infatti, erano partiti di centro-destra, ma di istanze islamiste. La Turchia, repubblica laicista fondata da Ataturk, ha da sempre impedito la nascita di partiti apertamente filo-islamici.
Il DYP è stato fondato da Süleyman Demirel, per 5 volte primo ministro e 9º Presidente della Repubblica. È stato anche il partito di Tansu Çiller, prima donna a ricoprire l'incarico di primo ministro, tra il 1993 ed il 1996.
Demirel, per evitare un ennesimo intervento militare, fondando il DYP gli diede una natura, sempre moderatamente conservatrice, ma questa volta laica. Nel 1987, il partito venne ufficialmente riconosciuto. Alle politiche del 1991 il DYP superando il partito kemalista ed il Partito della Madrepatria (ANAP) ottenne la maggioranza dei seggi ed elesse Demirel primo ministro. Nel 1996, il DYP rimase al governo in coalizione con il Partito della Madrepatria. La coalizione, però, cessò nel 1998 ed il DYP passò all'opposizione.
Nelle elezioni del 2002, vinte dal Partito per la Giustizia e lo Sviluppo (AKP), islamico-conservatore, il DYP ottenne il 9,6% dei voti. Il sistema elettorale turco, però, ha uno sbarramento (criticato dall'Unione europea) molto alto, al 10%. Il DYP, per questo motivo, non ottenne seggi. Ciò nonostante dal 2004 il DYP contò 4 seggi, perché quattro deputati indipendenti aderirono al DYP.

### Partito Democratico (2007-presente)
Per le politiche del 2007 il DYP mutò il suo nome nell'attuale ed annunciò una fusione con il Partito della Madrepatria (ANAP). I due partiti si fusero però solo nel 2009, salvo poi dividersi nuovamente nel 2011. Alle politiche del 2007 il DP ottenne il 6% dei voti, ma non elesse deputati sempre a causa dello sbarramento al 10%. Alle successive politiche del 2011, il DP crollò a meno dell'1% dei consensi, senza eleggere deputati.